# Grabovica (Kladovo)
Pour les articles homonymes, voir Grabovica.
Grabovica (en serbe cyrillique : Грабовица) est un village de Serbie situé dans la municipalité de Kladovo, district de Bor. Au recensement de 2011, il comptait 709 habitants.

## Démographie

### Évolution historique de la population
| 1948  | 1953  | 1961  | 1971  | 1981  | 1991  | 2002 | 2011 |
| ----- | ----- | ----- | ----- | ----- | ----- | ---- | ---- |
| 1 916 | 2 058 | 2 083 | 2 155 | 2 242 | 2 051 | 880  | 709  |

|  |